# Claudine Thévenet
Pour les articles homonymes, voir Thévenet.
Claudine Thévenet, née le 30 mars 1774 à Lyon et morte le 3 février 1837 dans la même ville, est une religieuse de la région de Lyon sous le nom de mère Marie Saint-Ignace, fondatrice de la congrégation des Religieuses de Jésus-Marie pour subvenir à l'éducation des enfants abandonnés. Elle est commémorée le 3 février selon le Martyrologe romain.

## Vie
Issue d'une famille de sept enfants dont elle était la seconde, Claudine Thévenet est née le 30 mars 1774 à Lyon. Sa famille la surnomma Glady.
Quand éclata la Révolution, elle n'avait que quinze ans, et vécut des heures tragiques lorsque Lyon fut assiégé. Deux de ses frères furent exécutés sous ses yeux, en représailles, en janvier 1794. Leurs derniers mots furent : « Glady, pardonne, comme nous pardonnons », ces paroles frappèrent profondément la jeune fille. 
À partir de ce moment, Claudine décida de se consacrer à soulager les misères qu'elle côtoyait tous les jours, avec la force d'une foi profonde qu'elle tenait à transmettre.
L'abbé André Coindre, fondateur de la congrégation des Frères du Sacré-Cœur, lui confia un jour deux fillettes abandonnées trouvées sur le parvis de l'église Saint-Nizier. Elle s'en occupa avec dévouement, et cette rencontre fut à l'origine de son profond amour pour les enfants abandonnés. 
Elle fonda donc en 1815 La Providence, avec quelques compagnes sous la forme d'une association dont elle fut la présidente, jusqu'à ce qu'en 1818, sous l'influence du père Coindre, répondant à sa vocation, Claudine fonda la congrégation des Religieuses de Jésus Marie, aux Pierres-Plantées, à La Croix-Rousse. Dès 1820, la congrégation s'installera à Fourvière. Elle recevra l'approbation canonique du diocèse du Puy-en-Velay en 1823 et de Lyon en 1825.
Malade, Claudine Thévenet, en religion mère Marie Saint Ignace, mourut le 3 février 1837, laissant une œuvre très importante, qui n'a cessé de croître depuis.

## Œuvre

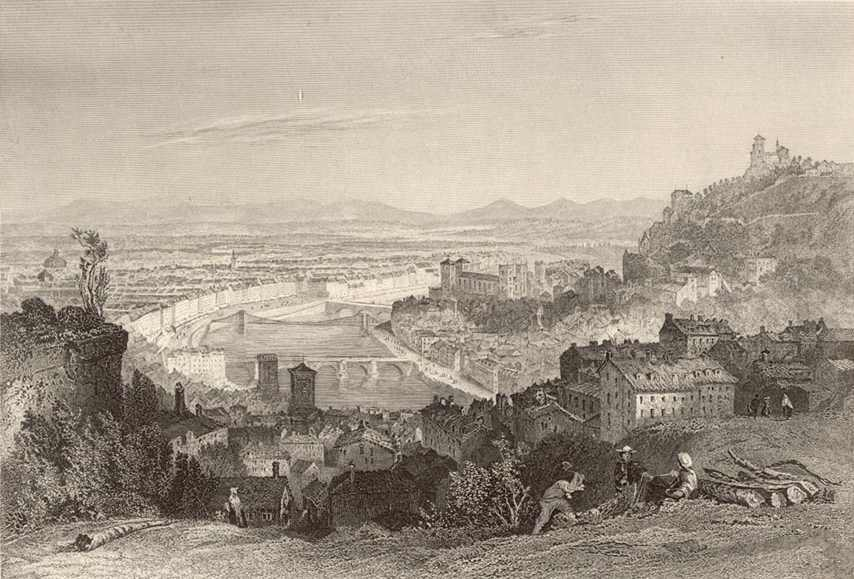
Lyon depuis la Croix-Rousse au XIXe siècle.

Le premier but de Claudine Thévenet avait été de recueillir les enfants pauvres ou abandonnés, afin de leur donner une première instruction et ensuite de leur apprendre un métier, tout en leur apportant une importante formation religieuse et morale.
Ensuite, Claudine et ses compagnes fondèrent des pensionnats pour les jeunes filles des classes plus aisées, élargissant leurs buts à l'éducation chrétienne de tous les jeunes de toutes classes sociales.
Beaucoup d'épreuves ont marqué la vie de la fondatrice qui, non seulement eut à surmonter la mort tragique d'André Coindre, mais aussi à lutter pour l'autonomie de sa fondation, et contre les menées révolutionnaires en 1831 et 1834. Sans se laisser intimider ou abattre, elle entreprit de faire construire la chapelle de la maison-mère et de prévoir de nouvelles fondations.
Dès 1842 la Congrégation essaimait en Inde. En 1850, elle s'établissait en Espagne, et en 1855 au Canada.
Actuellement, les Religieuses de Jésus Marie sont plus de 1800, réparties dans 180 maisons, sur les cinq continents. La solidité d'une construction se révèle à l'épreuve du temps. Cinq années à peine après la mort de la mère, ses filles se rendaient en Inde (1842). En 1850, elles ouvraient leur première maison en Espagne et en 1855, elles s'installaient dans le Nouveau Monde, au Canada. Pour ce qui est du Canada, la maison-mère se situe à Lévis et il y a de nombreuses écoles ouvertes également dans le reste de la province de Québec ; des écoles mixtes, justes pour les filles, des privées, des publiques, etc.. Au début l'œuvre de Claudine Thévenet ne visait que les jeunes filles de bonnes familles et plus tard aux plus basses classes sociales mais aujourd'hui son œuvre s'adresse à tous les jeunes qui veulent apprendre.
Cent soixante quinze ans après la fondation de la Congrégation, les Religieuses de Jésus-Marie sont aujourd'hui plus de 1800, réparties dans 180 maisons sur les cinq continents.

## Spiritualité
Toute sa vie, Claudine Thévenet a cherché à vivre selon sa foi : 
« Mener une vie digne du Seigneur et qui lui plaise en tout ».
Elle tenait fortement à ce que ses sœurs soient de vraies mères pour les jeunes qui leur étaient confiés. Elle leur disait :
« Il faut être les mères de ces enfants, oui, de vraies mères tant de l'âme que du corps ».
Ceci sans la moindre préférence pour quiconque.
« Les seules que je vous permets sont pour les plus pauvres, les plus misérables, celles qui ont le plus de défauts; celles-là, oui, aimez-les beaucoup ».
Elle mourut en s'écriant : « Que le bon Dieu est bon ».

## Béatification, canonisation
- Claudine Thévenet (mère Marie de Saint Ignace) est béatifiée le 4 octobre 1981 par le pape Jean-Paul II.
- Elle est canonisée le 21 mars 1993 par le pape Jean-Paul II[1].
- Sa fête est fixée au 3 février[1].